# Per Kinde
Per Johan Kinde (* 14. April 1887 in Göteborg; † 30. Juni 1924 ebenda) war ein schwedischer Sportschütze.

## Erfolge
Per Kinde nahm an den Olympischen Spielen 1920 in Antwerpen in zwei Disziplinen teil. Im Trap gewann er gemeinsam mit Fredric Landelius, Erik Lundqvist, Erik Sökjer-Petersén, Alfred Swahn und Karl Richter die Bronzemedaille, als die Mannschaft hinter den US-Amerikanern und den Belgiern Dritter wurde. Mit 86 Punkten war Kinde der zweitbeste Schütze der Mannschaft. Im Mannschaftswettbewerb des Laufenden Hirschs im Einzelschuss verpasste er dagegen als Vierter einen Medaillengewinn.